# Homesick (álbum)
Homesick es el tercer álbum por A Day to Remember. Fue lanzado el 2 de febrero de 2009 en Europa y el 3 de febrero de 2009 en Estados Unidos y llegó al puesto número 21 en la lista de Billboard Top 200 Listings, número 2 en Hard Rock Albums, y número uno en Top Independent Album cuando el 21 de febrero vendió 22,000 copias en su primera semana. Fue producido por Chad Gilbert de New Found Glory y mezclado por Adam Dutkiewicz de Killswitch Engage.

## Historia e información general
El 16 de enero, la canción "Welcome to the Family" fue puesto en el MySpace de la banda. El 29 de enero de 2008 la canción "NJ Legion Iced Tea" fue lanzada como primer sencillo. El segundo sencillo es "The Downfall of Us All" y el vídeo musical fue lanzado el 6 de marzo de 2009. En octubre de 2008, una canción titulada "Wax Larry" apareció en el MySpace de la banda, que pareció ser el nombre del demo de "I'm Made Of Wax, Larry, What Are You Made Of?".
Una reedición fue lanzada el 27 de octubre de 2009, con la pista original intacta, con versiones acústicas de "Homesick" y "Another Song About the Weekend" y nueve canciones en vivo de su show en Suiza.

## Listado de canciones
Todas las canciones fueron escritas y compuestas por A Day to Remember.
| N.º | Título                                                                                      | Duración |  |
| 1.  | «The Downfall of Us All»                                                                    | 3:26     |  |
| 2.  | «My Life for Hire»                                                                          | 3:33     |  |
| 3.  | «I'm Made of Wax, Larry, What Are You Made Of?» (con Mike Hranica de The Devil Wears Prada) | 3:00     |  |
| 4.  | «NJ Legion Iced Tea»                                                                        | 3:31     |  |
| 5.  | «Mr. Highway's Thinking About the End»                                                      | 4:15     |  |
| 6.  | «Have Faith in Me»                                                                          | 3:08     |  |
| 7.  | «Welcome to the Family» (con Vincent Bennett de The Acacia Strain)                          | 3:00     |  |
| 8.  | «Homesick»                                                                                  | 3:56     |  |
| 9.  | «Holdin' It Down for the Underground»                                                       | 3:23     |  |
| 10. | «You Already Know What You Are»                                                             | 1:27     |  |
| 11. | «Another Song About the Weekend»                                                            | 3:45     |  |
| 12. | «If It Means a Lot to You» (Junto a Sierra Kusterbeck de VersaEmerge)                       | 4:03     |  |

| N.º | Título                                                                       | Duración |  |
| 13. | «Homesick» (Acústica)                                                        | 4:07     |  |
| 14. | «Another Song About the Weekend» (Acústica)                                  | 3:42     |  |
| 15. | «The Downfall of Us All» (En vivo en Switzerland)                            | 3:55     |  |
| 16. | «Fast Forward to 2012» (En vivo en Switzerland)                              | 1:46     |  |
| 17. | «My Life for Hire» (En vivo en Switzerland)                                  | 3:37     |  |
| 18. | «The Danger in Starting a Fire» (En vivo en Switzerland)                     | 3:56     |  |
| 19. | «Mr. Highway's Thinking About the End» (En vivo en Switzerland)              | 3:58     |  |
| 20. | «I'm Made of Wax, Larry, What Are You Made Of?» (Live In Switzerland)        | 3:20     |  |
| 21. | «A Shot in the Dark» (En vivo en Switzerland)                                | 4:23     |  |
| 22. | «You Should Have Killed Me When You Had the Chance» (En vivo en Switzerland) | 3:39     |  |
| 23. | «The Plot to Bomb the Panhandle» (En vivo en Switzerland)                    | 4:44     |  |

## Personal
A Day to Remember
- Jeremy Mckinnon — Vocalista, guitarra acústica (en "If It Means a Lot To You")
- Neil Westfall — Guitarra rítmica
- Joshua Woodard — Bajo
- Alex Shellnutt — Batería, percusión
- Tom Denney — Guitarra principal, coros

Músicos invitados
- Mike Hranica — Vocales en "I'm Made of Wax, Larry What are You Made Of?"
- Vincent Bennett — Vocales en "Welcome to the Family"
- Sierra Kusterbeck — Vocales en "If It Means a Lot to You"

Producción
- Producido por Chad Gilbert, Andrew Wade y Chris Rubey
- Mazclado por Adam Dutkiewicz
- Preproducción por Andrew Wade

## Certificaciones
| País           | Organismo certificador | Certificación | Ventas certificadas | Ref.  |
| -------------- | ---------------------- | ------------- | ------------------- | ----- |
| Canadá         | Music Canada           | Oro           | 40 000              | [ 4 ] |
| Estados Unidos | RIAA                   | Oro           | 500 000             | [ 5 ] |
| Reino Unido    | BPI                    | Plata         | 60 000              | [ 6 ] |